# رمز داوینچی (فیلم)
رمز داوینچی (به انگلیسی: The Da Vinci Code) فیلمی محصول سال ۲۰۰۶ به کارگردانی ران هاوارد است. این فیلم براساس کتاب رمز داوینچی نوشته دن براون ساخته شده‌است. در این فیلم تام هنکس و آدری تاتو و آلفرد مولینا بازی کرده‌اند.

## خلاصه داستان
ماجرای داستان حول یک تئوری خاص در مورد تاریخ مسیحیت می‌گردد که پیش از آن نیز در موردش صحبت شده‌است و برخی تاریخ‌دانان با آن موافقند. کتاب خون مقدس و جام مقدس منبع اصلی برای این تئوری‌ها است. برپایه این تئوری عیسی مسیح با مریم مجدلیه ازدواج کرده و صاحب فرزند شده‌است و کلیسای کاتولیک و واتیکان با اطلاع از این قضایا قصد پنهان کردن آن‌ها را دارند. همچنین جام مقدس نه یک شیء، بلکه خود مریم مجدلیه (رحم مریم مجدلیه) است.
تئوری‌های مختلف دیگری نیز در این فیلم وجود دارند؛ برای نمونه این که لئوناردو داوینچی همجنسگرا بوده و نقاشی معروف مونالیزا در واقع پرتره داوینچی از خودش به شکل یک زن است.
داستان در کشورهای فرانسه و بریتانیا و در بعضی اماکن شناخته شده این دو کشور مانند موزهٔ لوور رخ می‌دهد.
پنج ماه پیش از شروع داستان، واتیکان به اسقف آرینگروسو، رهبری یک فرقه مسیحی تندرو موسوم به اپوس دئی (یعنی: کار خدا) اعلام می‌کند که می‌خواهد دست از حمایت از این فرقه بردارد و ۲۰ میلیون یوروی اهدایی فرقه را هم پس خواهد داد. فردی موسوم به استاد که در اصل قصد تخریب وجههٔ کلیسا و اپوس دئی را دارد به اسقف پیشنهاد می‌دهد در ازای ۲۰ میلیون یورو جام مقدس گمشدهٔ عیسی را در اختیارش بگذارد تا اپوس دئی قدرت و محبوبیت زیادی پیدا کند؛ ولی در حقیقت با استفاده از یکی از نیروهای اسقف به قتل اعضای دیر صهیون که مخالفان قدیمی کلیسا و حافظان جام مقدس هستند می‌پردازد تا خودش بتواند جام را به دست بیاورد.
استاد اعظمِ دیر صهیون که رئیس موزه لوور است پیش از مرگ، اسرار یافتن جام را به نوه‌اش (صوفی) که نوه واقعی‌اش نبود منتقل می‌کند و از او می‌خواهد از دانشمندی آمریکایی (رابرت لنگدان) که در نمادشناسی مذهبی و دیرین‌شناسی تبحر دارد کمک بخواهد. این دو با وجود تعقیب بی‌امان پلیس و نیروهای استاد، مرحله به مرحله به جام مقدس نزدیک می‌شوند و در این راه از یک تاریخ‌دان انگلیسی (تیبنیگ) هم کمک می‌گیرند. نهایتاً راز جام مقدس مشخص می‌شود و صوفی هم حقیقت و خانواده گمشده‌اش را پیدا می‌کند و…

## بازیگران
- تام هنکس در نقش روبرت لانگدان
- آدری تاتو در نقش صوفی نوو
- آلفرد مولینا در نقش بیشاپ آرینگروسو
- ایان مککالن در نقش لای تیبینگ
- ژان رنو در نقش بزو فاچه
- اتین شیکو

## واکنش
یکی از مقام‌های کلیسای کاتولیک داستان دن براون و فیلم  ران هاوارد را «داستان تخیلی خطرناک» توصیف کرد و گفت که مدارک تاریخی درباره آن وجود ندارد.